# 幌岩山
幌岩山（ほろいわやま）は、北海道の常呂郡佐呂間町にある標高376.0mの山である。山頂には一等三角点「幌岩山」が設置されている。

## 概要
北見山地東部のサロマ湖南岸に位置する山で、山麓には道の駅サロマ湖、山頂北側にはサロマ湖展望台が設置されており、車で山頂付近まで行くことが可能である。山頂は木々に覆われているため眺望はないが展望台からはサロマ湖のみならず北見山地や知床連峰を望むことができる。
山名はアイヌ語の「ポロ・イワ（poro-iwa：大きい・山）」に由来する。

## 登山
登山道が整備されており初心者でも登ることができる。最も短いコースはサロマ湖展望台からであり、駐車場から10分程で登頂できる。駐車場へは幌岩山林道と呼ばれる未舗装の林道を通るが、登りは浪速から下りは富武士へ抜ける一方通行の道である。他には幌岩山山麓の道の駅サロマ湖・浪速から2つの登山道が整備されている。

### 道の駅サロマ湖から
幌岩山西側の道の駅サロマ湖から山頂へ至る。中腹には東屋が設置されているなど難易度は高くない。しかしロープ場があるほか一部は道が壊れている箇所もあるため注意は必要である。

### 浪速から
幌岩山東側の浪速集落付近から山頂へ至る。途中にはパーゴラ休憩所が設置されているなどこちらも難易度は高くない。